# Dame chocolate
Dame chocolate es una telenovela estadounidense producida por Telemundo Studios para Telemundo en el año 2007. Original de la escritora venezolana Perla Farías.
Protagonizada por Génesis Rodríguez y Carlos Ponce; y con las participaciones antagónicas de Kristina Lilley, Karla Monroig y Khotan Fernández, además de la actuación estelar de la primera actriz María Antonieta de las Nieves.

## Sinopsis
Rosita Amado (Génesis Rodríguez) es una joven con un cuerpo y una cara espectaculares, pero tiene una nariz horrible. Bruce Remington (Carlos Ponce) es un millonario que siente gran aprecio por Juan Amado (Héctor Suárez), acepta esa relación, mas Juan quiere a Grace, la madre de Bruce. Cuando ella era pequeña, Juan era el jardinero de su mansión, pero tras la muerte del padre de Grace, la madre de esta y Juan Amado se enamoran y se casan. La madre de Grace financia el proyecto de Juan Amado y este funda Chocolate Supremo.
Juan Amado conoce la receta del chocolate más sabroso del mundo, el cual tiene un toque dulce-amargo que enamora a todos los que lo comen. Tras la muerte de la madre de Grace, Juan Amado le enseña la receta a su nieta Rosita Amado, quien vive en México con su abuela Dulce (María Antonieta de las Nieves), su tío Diosdado (Ricardo Chávez), su tía Hortensia (Rosalinda Rodríguez) y su prima Azucena          (Taniusha Mollet). Antes de morir le deja a cargo la fórmula para preparar el chocolate para la fábrica, lo cual aumenta el odio de Grace (Kristina Lilley) a Juan y tras la muerte de él al saber que le dejó parte de la fábrica a Rosita y que sólo ella sabe la receta del chocolate, por lo que planea que su hijo Bruce enamore a Rosita, para que así ella pueda revelarle la receta del chocolate, Bruce viaja a México y convence a Rosita de ir a Estados Unidos para que tome posesión de las acciones y pueda hacer el chocolate.
Rosita se enamora de Bruce, pero él la ve como una amiga y en muchas ocasiones la lastima. Rosita decide irse de México con su familia en donde es recibida por los Remington y Samantha Porter (Karla Monroig) la cual está dispuesta a todo por Bruce, al igual que Ángel (Khotan Fernández) quien desea a Rosita, pues es la única mujer con la que no se ha podido acostar. Tras humillaciones en la mansión Remington, una noche Bruce lleva a Rosita a una isla, donde hacen el amor y Rosita le revela la verdad sobre la receta del chocolate. Esta le revela a Bruce que el ingrediente secreto son los pétalos de una flor especial que crece en su pueblo alrededor de la estatua de Ek Chuah, el dios del chocolate, y que ella trasplanta a los jardines de la mansión Remington. También le advierte que no debe revelar el secreto o dejar que alguien más prepare el chocolate, ya que si lo hace perderán la bendición de Ek Chuah. Con el tiempo, Bruce se enamora verdaderamente de Rosita, puesto a que ella no es como las demás, porque es pura y sincera por lo que le pide matrimonio, prometiendo además no utilizar sin ella las flores, pero el día de la boda, antes de la ceremonia, Grace le hace escuchar a Rosita una grabación de Bruce revelando el plan y quejándose por estar con alguien tan fea. Luego llega Samantha vestida de novia, diciendo que realmente se iba casar con ella, cuando Rosita sale, Grace y Samantha conversan, Ángel llega advirtiendo que Bruce sabe dónde está Rosita, Grace saca a Samantha de la oficina, y le pide a Ángel que se lleve lejos a Rosita a cambio de una recompensa, pero Ángel ve sus debilidades de mujer y se besan por primera vez, Grace le da una cachetada. Ángel lleva a Rosita a la mansión Remington para que se cambie de ropa, mientras Rosita se cambia, Ángel conquista a Grace y la hace su mujer. Rosita escapa en compañía de Ángel, quien intenta nuevamente seducirla en el camino. Al parar en un restaurante, Rosita cree ver a su abuelo por una ventana; al salir a buscarlo, el restaurante explota y Ángel, que encuentra su bolso entre los escombros, la da por muerta, donde es encontrado por la policía, ya que Bruce al saber que fue con el que Rosita huyó, avisa a la policía, pero al saber lo de la explosión y que es posible que Rosita murió entra en una depresión sin salida. 
Rosita sigue su camino después de la explosión pero, cae en una trampa pues la persona que creyó era su abuelo resulta ser el padre de un delincuente, el cual secuestra a Rosita y la lleva a Los Ángeles donde planea abusar de ella junto con sus amigos pero, el sobrino de éste le avisa a su peor enemigo, el cual provoca un tiroteo para que Rosita y el niño se escaparan. En ese tiempo, Ángel regresa a la mansión Remington, donde enamora a la señora Grace, quien teme caer en sus brazos como lo hizo su madre, por lo que decide sólo contratarlo como chofer para tenerlo cerca supuestamente para su beneficio. Samantha aprovecha para conquistar nuevamente a Bruce, buscando la manera de crear un nuevo chocolate, pero sus intentos son fallidos. 
Tras la huida, a Rosita le dan la oportunidad de participar en un programa donde la transforman físicamente. Terminado el concurso decide asumir una nueva identidad, pasa a llamarse Violeta Hurtado. Al volver en busca de su familia con ayuda de Mauricio Duque, al cual dan por muerto ya que Grace lo manda a matar porque él descubre el desfalco que le hicieron a Rosita, ella decide buscar a su familia en su pueblo, donde se da cuenta de que ellos nunca regresaron y donde se encuentra con Bruce, el cual anda en búsqueda de las flores, ya que tras la supuesta muerte de Rosita, se marchitan las flores de Ek Chuah, pues él preparó el chocolate sin ser elegido ni digno de preparar la receta, pero este no puede ver a Rosita, la cual se queda en tremendo silencio en la casa para que él no se dé cuenta que ella está ahí. Al regresar a Estados Unidos, ella busca a su familia y escucha que tras su desaparición han sido víctimas de muchos abusos por parte de Grace, no regresaron al pueblo y viven en la pobreza y su tío Diosdado apenas acababa de salir de la cárcel, así que los busca con ayuda de Mauricio Duque (Gustavo Franco) y les revela que está viva, pero al darse cuenta de que nadie más lo sabe, porque el programa en que participó sólo se emitía en una de las costas de Estados Unidos, les pide mantenerlo en secreto para así preparar una venganza contra los Remington con la ayuda de Ek Chuah quien le revela a Rosita que una nueva flor de color violeta como su nuevo nombre, es la que debe utilizar en su lugar. 
Después de la desaparición de Rosita, Grace se involucra sentimentalmente con Ángel, el cual le hace creer que la ama en la cama, pero en realidad sólo quiere su dinero. Rosita planea abrir una pequeña tienda de dulces con la idea de utilizar la nueva receta, a la cual llega Bruce después de que ella lo sorprendiera con su belleza en la fiesta de aniversario de Chocolate Supremo y siente una gran atracción por ella. Al darse cuenta Samantha de esto, enloquece de celos, le pide a Ángel que asesine a Violeta, pero este, deslumbrado con su belleza, no le hace daño, por lo que después de que Bruce le propusiera asociarse con Chocolate Supremo, tras probar uno de sus chocolates, Samantha le dispara a Bruce y es encarcelada. En ese tiempo, Rosita se muda con los Remington y Ángel descubre la identidad de Rosita mientras Bruce está en el hospital por el disparo, en el estudio de la mansión Remington Rosita encuentra los papeles del desfalco que Grace le hizo... En ese tiempo, también aparece el hijo de Mauricio, Fabián (Mauricio Ochmann) el cual decide viajar a Estados Unidos por asuntos laborales, también para resolver asuntos con su padre, tras probar el chocolate de Violeta, decide ir a buscar la tienda y al verla se enamora de ella, luego coinciden en la fábrica cuando Mauricio los presenta, por lo que Violeta le coge mucho cariño a Fabián mientras este la ve con otros ojos, provocando los celos de Mauricio y Bruce, por lo que Bruce decide llevarla lejos en donde le hace el amor, y Violeta se reencuentra con Rosita. Más tarde, Samantha se escapa de la cárcel e intenta matar a Grace, quien la mandó a matar cuando estaba en prisión, y luego a Rosita, quien para que no la mate le cuenta todo acerca de su identidad y de su plan en contra de los Remington. Samantha intenta contárselo a Bruce, a quien secuestró para salir huyendo de la policía, pero muere en un enfrentamiento con las autoridades. En el funeral de Samantha, aparece Deborah; su hermana gemela, la cual deja a todos con boca abierta por el gran parecido. Grace se entera de que está embarazada de Ángel. Tras eso, Bruce le reclama a su madre y decide irse al apartamento de su amigo, el cual le pide que se calme y hace de nuevo el amor con Violeta, y ella se entrega a él en cuerpo y alma para despedirse de él, ya que al día siguiente, todos se dan cuenta de que Violeta es en realidad Rosita y le romperá el corazón a Bruce.
Rosita lleva a cabo su venganza contra los Remington, llevándolos a juicio, en donde todos se enteran sobre todo lo que Bruce y Grace, junto con su abogado hicieron, pero con el testimonio de Lorenzo, y el encargado de finanzas de la empresa, Rosita se entera de que la que le hizo daño verdaderamente fue Grace, y que Bruce sí la amó, por lo que se arrepiente y decide cancelar el juicio pero sin logro alguno, lo cual lleva a Bruce a sentir un gran resentimiento hacia ella, después del juicio, Ángel le confiesa a Grace que nunca la amó alegando que su amor verdadero siempre fue Rosita y que la engañó diciéndole que lo hizo por Rosita y que ésta sabía sobre ello. Grace decide suicidarse sin lograrlo con pastillas, puesto que Lorenzo junto con la ama de llaves la encuentran y llaman a emergencias y logran salvarla, pero le produce la pérdida de la memoria a Grace, además, Lorenzo sacrifica las rosas de Ek Chuah quemándolas y diciéndole a Bruce que él es un guerrero de Ek Chuah y que él tenía también la marca de Ek Chuah, lo que le permitía hacer también el chocolate y que él le daría el secreto de como hacer el chocolate, y lo lleva al único lugar donde quedan las flores y que él era hermano de Juan Amado. Así también le dice a Rosita que él mismo quemó las rosas porque ella había perdido el camino, Rosita sólo debía preparar la receta y Bruce debía estar a cargo de la fábrica y las inversiones; esa era la voluntad de Juan. Para evitar que Bruce y Grace vayan a la cárcel, ella hace un trato del cual no estaba al tanto, en la que le quitaban la mansión a los Remington, provocando que Bruce la odie más. En su desesperación por la falta de las flores, Rosita manda a Ángel a buscar las flores puesto a que confía en él, pero no las encuentra sólo las encuentra quemadas. Por su odio a Rosita, Bruce vende sus acciones y Deborah las compra para tener a Bruce de su lado, ya que está sintiendo algo por él. Después de dejar la fábrica, Lorenzo le confiesa a Deborah que sólo Bruce puede salvar la fábrica y que ellos están unidos por el chocolate y que sólo un hijo de ellos puede seguir la tradición, sino la fábrica muere. Así por igual, Rosita descubre que Bruce le mintió al principio acerca de sus sentimientos y además está embarazada de él. Decide ocultarle la paternidad de su hijo para no complicar aún más la situación entre ellos, aunque su abuela Dulce no está de acuerdo. Lorenzo se entera de que Bruce es su hijo, ya que en su amnesia, Grace le revela la verdad, que cuando era joven engañó a su esposo con él y de esa noche procrearon a Bruce, aunque Lorenzo ya lo sospechaba. Bruce decide casarse con Deborah a pesar de que tiene una enfermedad terminal muy avanzada aún no logra olvidar a Rosita. Grace recupera la memoria y lo mantiene en secreto para vengarse, pero Ángel le recuerda que pasaron muchas cosas entre ellos y Grace cae de nuevo en sus brazos, ya no por amor sino por deseo y negocios.
Bruce se entera de que Lorenzo (Eduardo Serrano) es su padre, y que Rosita tendrá a su hijo. Ella le propone ser amigos, pero Bruce le dice a Rosita que no puede ser su amigo porque siente demasiadas cosas cuando está con ella. Ángel y Grace secuestran a Rosita hasta que está por nacer el niño pero, Grace se entera de que el hijo que espera Rosita es de Bruce y no de Fabián, sintiéndose conmovida por la idea de que el bebé es su nieto, le avisa a Bruce donde están. Bruce y Diosdado salen en busca de ella.
Grace intenta envenenar a Ángel, pero éste se da cuenta e intenta matarla, mientras tanto Rosita se escapa, Grace termina matando a Ángel. Buscando a Rosita, Grace se ahoga en un río, creyendo ver al espíritu de Juan Amado. Bruce encuentra a Rosita en una cabaña abandonada donde nace el hijo de ambos. Deborah y Fabián (Mauricio Ochmann) viajan a la India, Deborah muere, y Fabián hace un libro en su honor llamado «Una mujer grande». Desde ahí Bruce y Rosita fueron al fin felices juntos para siempre.

## Elenco
- Génesis Rodríguez - Rosa "Rosita" Amado de Remington / Violeta Hurtado
- Carlos Ponce - Bruce Remington
- Kristina Lilley - Grace Remington
- María Antonieta de las Nieves - Dulce Amado vda. de Barraza
- Karla Monroig - Samantha Porter / Deborah Porter
- Ricardo Chávez - Diosdado Barraza Amado
- Khotan Fernández - Ángel Pérez
- Jullye Giliberti - Julia Arismendi
- Rosalinda Rodríguez - Hortensia Barraza Amado
- Eduardo Serrano - Lorenzo Flores
- Mauricio Ochmann - Fabián Duque Del Castillo
- Álvaro Ruiz - Luis Yáñez
- Frank Falcón - Bob Vitier
- Gustavo Franco - Mauricio Duque
- Taniusha Capote - Azucena Barraza Amado
- Pedro Moreno - José Gutiérrez
- Riczabeth Sobalvarro - Eulalia Martes
- Jessica Pacheco - Ligia Martes
- Víctor Corona - Anacleto
- Carmen Olivares - Carmen
- Angeline Moncayo - María Sánchez
- Bernhard Seifert - Eduardo
- José Ramón Blanch - Ricardo Solís
- Freddy Viquez - Matías
- Héctor Suárez - Juan Amado
- Sergio Luna - Andrés
- Fabián Gómez - Camilo Porter
- Brandon Torres Calderón - Mauricio
- Gerald Abarca - Isaac Fuentes
- Adriana Acosta - Matilde Suárez[1]
- Carlos Ferro - Amigo de José